# Димитър Войнов-син
Димитър Войнов е български художник, живописец.

## Биография и творчество
Роден е в София през 1971 г. Завършва Средното художествено училище за изящни изкуства „Илия Петров“, София. През 1997 г. завършва стенопис в Националната художествена академия „Николай Павлович“.
Носител на награди. Живее и работи в София.

## Награди
- 1992 – НХА – София – награда за автопортрет
- 1993 – НХА – София – награда за рисунка
- 2004 – Галерия „Триадис“ – София – „Художник на годината“
- 2005 – Галерия „Възраждане“ – „Сребърно възраждане“ награда за живопис
- 2008 – „Красная линия“ – София – награда за живопис
- 2009 – „Св. Архангел Михаил“ – награда за постижения в областта на живописта